# Özge
Özge és una paraula turca i s'utilitza com a nom de dona. Algunes persones notables amb el nom Özge inclouen:
- Özge Bayrak - jugadora de bàdminton turca
- Özge Kırdar - jugadora de voleibol turca
- Özge Nur Yurtdagülen - jugadora de voleibol turca
- Özge Pala - jugadora de voleibol turca
- Özge Sezince - actriu turca